# 马伊达
马伊达（義大利語：Maida），是意大利卡坦扎罗省的一个市镇。总面积58.2平方公里，人口4465人，人口密度76.7人/平方公里（2009年）。ISTAT代码为079069。